# Óscar Parra
Óscar René Parra Sandoval (Chillán, 10 de enero de 1930-Santiago, 31 de agosto de 2016) fue un actor circense chileno, conocido como Tony Canarito, caracterizado por su humor picaresco. Fue el hijo menor de la denominada «primera generación» de la familia Parra, cantera de distinguidos artistas.

## Biografía
Fue el hermano menor de la llamada «primera generación» de la familia Parra, cantera de connotados artistas. Hijo del maestro de escuela y músico Nicanor Parra Alarcón, y de la tejedora y modista de origen campesino, Rosa Clara Sandoval Navarrete. Aunque nació en Chillán, su padre falleció cuando tenía solo un año de edad, y por ello se crio desde los cinco años en Santiago.
Se consideraba lejano a sus hermanos mayores, y especialmente menospreciado algunas veces por sus hermanos más reconocidos internacionalmente, Nicanor y Violeta, a quienes sin embargo les reconocía su gran talento. Este distanciamiento fue una de las razones por las que decidió crearse el alter ego de Tony Canarito, prescindiendo de su apellido. Sin embargo, tenía una buena relación con su hermano el cantautor Lautaro Parra, quien lo describe con cariño en su canción «Yuca y Canario», perteneciente a su LP El caballo del diablo.
En 1956 se casó con Iris Guajardo, con quien tuvo a su hijo Óscar. Ambos vivían en la Villa Vicente Huidobro de Puente Alto, en Santiago.

## Trayectoria artística
Óscar comenzó a trabajar en el circo tocando el bombo, y trabajando como limpiador y como mozo. A partir de allí, se fue introduciendo en las artes circenses. En sus primeras rutinas como el Tony Canarito, solía vestirse como huaso, e intercalar bromas picarescas con rancheras o cuecas, que interpretaba él mismo con su guitarra, la cual nunca alcanzó a dominar con la destreza de sus hermanos. Luego de eso, su carrera como payaso despegó gracias a su mediahermana por parte materna, Marta Sandoval, quien en los años 1950 lo integró en el espectáculo de circense «El circo popular», donde se relacionó con otros payasos que le enseñaron a maquillarse y el oficio actoral. El apogeo de su carrera lo vivió entre los años 1950 y 1960, donde se convirtió en un artista reconocido en los círculos circenses, y en giras pudo recorrer numerosas localidades de su país.
Fue su hermana Violeta la que lo motivó a dejar registro musical de su oficio. «Oscarito, tú que conoces el circo al revés y al derecho, ¿por qué no lo pones en verso, por qué no escribes sobre esa vida tuya para que no se pierda esa herencia?», le dijo la artista.
Con ese consejo, en 1967 lanzó, junto a sus hermanos Lalo y Lautaro lanzó el álbum Cuecas del Sr. Corales, firmado como «Los Viejos Parra», y que corresponde al primer disco conceptual en Chile en torno a los oficios circenses, donde se mezclan los instrumentos musicales del circo con los de la cueca. Según el propio Óscar, más tarde grabó nuevas canciones, pero todas ellas se perdieron tras el golpe de Estado de 1973.
Registró su trayectoria artística en dos documentales autobiográficos, el último de ellos titulado El Parra menos Parra, dirigido por Jorge Catoni y estrenado el 17 de mayo de 2014 en el Museo Nacional de Bellas Artes.

## Discografía
- 1958: La cueca presentada por Violeta Parra (colaboración en "Cueca del payaso")
- 1967: Cuecas del Sr. Corales

## Filmografía
| Año  | Título               | Rol      | Notas                   | Ref.  |
| ---- | -------------------- | -------- | ----------------------- | ----- |
| 2014 | El Parra menos Parra | Él mismo | Cortometraje documental | [ 7 ] |